# Michael Bradley
Michael Bradley (ur. 31 lipca 1987 w Princeton, New Jersey) – amerykański piłkarz grający na pozycji pomocnika. Jego ojcem jest były trener reprezentacji piłkarskiej USA Bob Bradley

## Młodość
Urodził się w Pricenton, w dzielnicy New Jersey. Jego ojciec chciał wykreować swojego syna na piłkarza i Michael w młodym wieku został zapisany do klubu Sockers F.C. Chicago. Później wyjechał na Florydę, gdzie trenował z reprezentacją Stanów Zjednoczonych U-17.

## Kariera
Bradley po opuszczeniu szkółki w Bradenton, podpisał profesjonalny kontrakt z New York MetroStars, a miał zaledwie 16 lat. Tam był trenowany przez swojego ojca, ale nawet to nie pomogło mu w grze, ponieważ w pierwszym sezonie ciągle prześladowany był przez kontuzję stopy. Mimo to, nie załamywał się i w 2005 roku otrzymał szansę gry, a niedługo potem zdobył nawet pierwszą bramkę.
W styczniu 2006 Bradley stał się najmłodszym piłkarzem w historii MLS sprzedanym do zagranicznego klubu. Wówczas sięgnęło po niego SC Heerenveen. Jego pierwszy mecz na boiskach holenderskich miał miejsce 16 kwietnia ówczesnego roku, kiedy to trener dał mu szansę w spotkaniu przeciwko AZ Alkmaar. Młodziutki Amerykanin już od początku miał wielkie zadatki na gwiazdę, gdyż dostając szansę na krótki okres zawsze ją wykorzystywał, co zaowocowało później wywalczeniem sobie miejsce w pierwszej jedenastce. Przed sezonem 2006–2007 zajął miejsce Paula Bosvelta na środku pola, który zakończył karierę i dotychczas ma pewne miejsce w jedenastce, a ponadto jest jednym z najlepszych strzelców swojej drużyny.
W styczniu 2008 roku Bradley pobił rekord jeżeli chodzi o liczbę strzelonych bramek przez amerykańskich piłkarzy w Europie. Jak dotąd, najlepszy był Brian McBride, który miał na koncie 13 trafień w barwach Fulham, natomiast Bradley ogółem ma 15 goli na swoim koncie.
31 sierpnia 2008 podpisał 4-letni kontrakt z Borussią Mönchengladbach, przechodząc tam za nieujawnioną kwotę.
31 sierpnia 2011 przeszedł do włoskiego Chievo Werona, kwota transferu na razie nie jest znana.
16 lipca 2012 roku dołączył do klubu AS Roma za 3,75 milionów euro.
W 2014 roku przeniósł się do Toronto FC. W klubie rozegrał już ponad 150 meczów.

## Reprezentacja
W maju 2006 Bradley dowiedział się, że pojedzie na finały mistrzostw świata do Niemiec. Zanim jednak zaliczył mecz na Weltmeisterschaft, trener dał mu szansę w towarzyskim meczu z Wenezuelą, gdzie był zmiennikiem jednego z podstawowych piłkarzy.
Po raz pierwszy od początku zagrał jednak 28 marca 2007 roku w meczu z Gwatemalą. Brał udział w turnieju CONCACAF oraz Mistrzostwach Świata U-20 w Kanadzie.